# Henry Swearingen

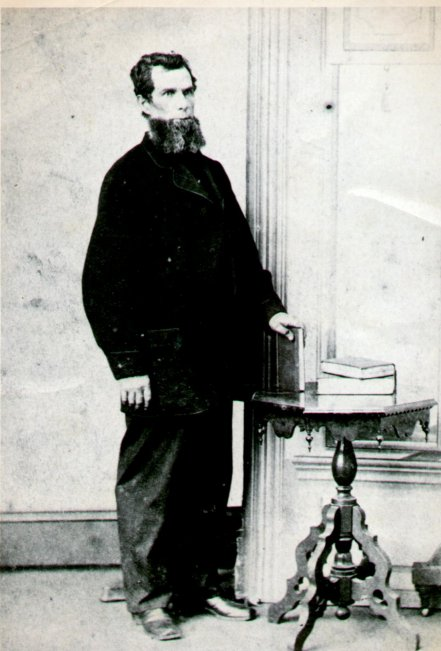
Henry Swearingen

Henry Swearingen (* circa 1795 in West Virginia; † 1849 auf hoher See) war ein US-amerikanischer Politiker der Demokratischen Partei. Vom 3. Dezember 1838 bis zum 3. März 1841 war er Mitglied des Repräsentantenhauses der Vereinigten Staaten für den 19. Kongressdistrikt des Bundesstaates Ohio.

## Leben
Swearingen wurde um 1795 in West Virginia geboren. Er zog nach Ohio um, wo er sich in Steubenville niederließ. Als Sheriff diente er dem Jefferson County zwischen 1824 und 1828 und zwischen 1830 und 1832.
Von 1838 bis 1841 war er Mitglied des US-Repräsentantenhauses. Er wurde in einer Special Election als Nachfolger von Daniel Kilgore gewählt. Die einmalige Wiederwahl gelang ihm. 1841 schied er wieder aus.
Swearingen starb 1849 auf hoher See. Dort wurde er auch beigesetzt.